# Bătălia de la Long Island
Bătălia de la Long Island, denumită și bătălia de la Brooklyn sau bătălia de la Brooklyn Heights, care a avut loc la 27 august 1776, a fost prima mare bătălie din Războiul de Independență al Statelor Unite ale Americii, după declararea independenței de către SUA, cea mai mare bătălie a întregului conflict și prima în care a intrat o armată a Statelor Unite după declararea independenței.
După ce britanicii au fost învinși în asediul Bostonului la 17 martie 1776, generalul George Washington, comandantul armatei, a adus Armata Continentală să apere New York City, care pe atunci ocupa doar capătul sudic al Insulei Manhattan. Acolo, a pus la cale apărarea și a așteptat ca britanicii să atace. În iulie, britanicii, sub comanda generalului William Howe, au debarcat la câțiva kilometri distanță de port, pe Staten Island, unde au primit întăriri în Lower New York Bay timp de o lună și jumătate, aducându-și numărul la 32.000 de oameni. Cum flota britanică controla intrarea în portul New York, Washington știa că va fi dificil să păstreze orașul. Considerând că Manhattanul avea să fie prima țintă, el și-a mutat grosul forțelor acolo.
La 22 august, britanicii au debarcat în capătul vestic al Long Island, care, față de Staten Island, se afla dincolo de The Narrows, la circa douăzeci de kilometri sud de vadul prin care se trecea East River către Manhattan. După cinci zile de așteptare, britanicii au atacat fortificațiile americane de pe înălțimile Guana (Gowanus). Americanii nu știau însă că Howe adusese armata principală în spatele lor și acesta le-a atacat apoi flancul prin surprindere. Americanii au intrat în panică, dar 400 de soldați marylandezi au împiedicat capturarea întregii armate. Restul armatei a fugit spre pozițiile principale de pe Brooklyn Heights. Britanicii au pregătit un asediu dar, în noaptea de 29–30 august, Washington a evacuat întreaga armată la Manhattan fără pierderi omenești sau materiale. Washington și Armata Continentală au fost îndepărtați cu totul din New York după încă câteva înfrângeri și s-au retras prin New Jersey în Pennsylvania.